# Pola Negri
Pola Negri (rodným jménem Barbara Apolonia Chałupiec; 3. ledna 1897, Lipno – 1. srpna 1987, San Antonio, Texas, USA) byla herečka polského a slovenského původu, hvězda němého filmu.

## Biografie
Studovala baletní školu ve Varšavě, v roce 1914 debutovala před kamerou ve filmu Niewolnica zmyslów. Od roku 1917 žila v Německu, režisér Ernst Lubitsch s ní natočil úspěšné filmy Oči Mumie Ma, Carmen a Madame Dubarry. V roce 1923 odešla s Lubitschem do Hollywoodu, kde získala angažmá u filmového studia Paramount Pictures.
Hrála ve filmech Španělská tanečnice, Na východ od Suezu, Květ noci, Dáma z velkého světa nebo Hotel Imperial. Patřila k prvním evropským herečkám, které se prosadily v Americe a tato exotičnost měla velký podíl na jejím úspěchu. Patřila k nejlépe placeným herečkám své doby a proslula také milostnými vztahy s Charlie Chaplinem a Rudolphem Valentinem. Ve zvukovém filmu už dostávala příležitosti jen sporadicky (film Williho Forsta Mazurka lásky z roku 1935, kde uplatnila i svůj pěvecký talent). Zřejmě nejznámější její písní je „Tango notturno“, která zazněla i v československém filmu Zítra vstanu a opařím se čajem.
Má svoji hvězdu na Hollywoodském chodníku slávy. V roce 1970 vydala autobiografii Memoirs of a Star.

## Galerie

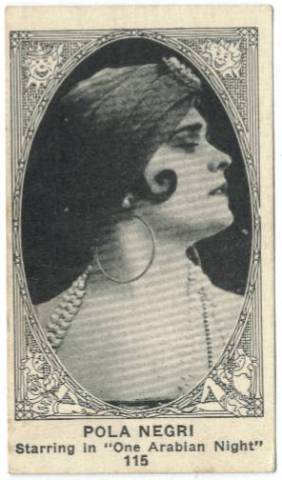
Pola Negri (1922)
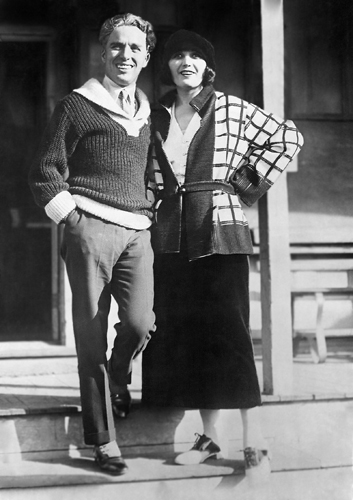
Pola Negri a Charlie Chaplin (1923)
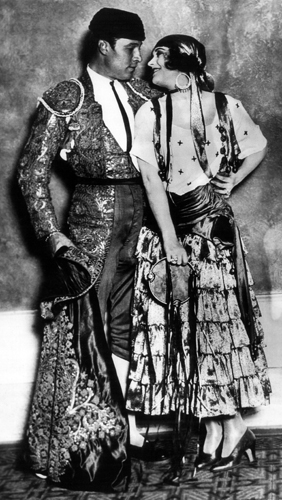
Pola Negri a Rudolph Valentino
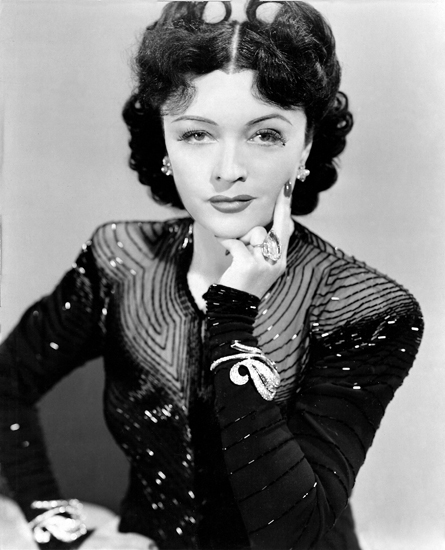
Pola Negri (1943)